# Nordlig markbärfis
Nordlig markbärfis (Sciocoris microphthalmus) är en insektsart som beskrevs av Flor 1860. Nordlig markbärfis ingår i släktet markbärfisar, och familjen bärfisar. Arten är reproducerande i Sverige. Inga underarter finns listade i Catalogue of Life.